# Z8 GND 5296
z8_GND_5296是一個發現於2013年10月的星系，天文學家使用該星系氫原子光譜中的萊曼α譜線確認它是至今已確認的紅移量最高星系之一；因此該星系是最古老且距離地球最遠的星系之一，距離地球約131億光年。該星系在大爆炸之後只有7億年的時間就形成了，相當於宇宙年齡138億年的5%。該星系的紅移值7.51，並且鄰近的第二遠的星系紅移值為7.2。該星系在觀察時間中以驚人速度形成恆星，每年形成恆星總重量大約達到太陽的300倍。
z8_GND_5296的光線到達地球所耗時間超過130億年，也就是它距離地球超過130億光年。根據當前的宇宙膨脹理論，該星系所觀測到的距離比現在遠得多，大約距離地球300億光年（參見同移距离）。

## 發現

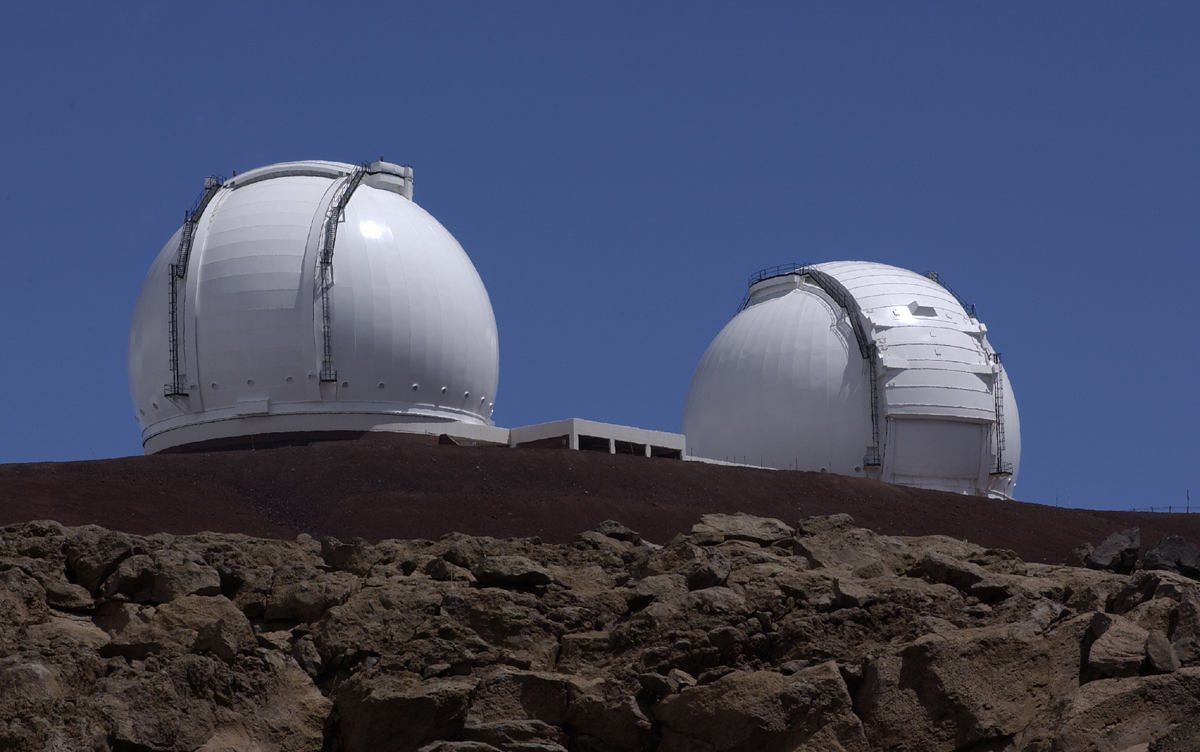
凱克天文台。

由德克薩斯州大學奧斯汀分校天文學家史蒂文·芬克尔斯坦（Steven Finkelstein）聯合其他來自德州農工大學、美國國家光學天文台、加州大學河濱分校於2013年10月24日發表在《自然》期刊的論文中描述了分析哈伯太空望遠鏡拍攝的光學與紅外線影像發現了已知最遠的星系。他們的發現被位於夏威夷的凱克天文台望遠鏡上搭載的對紅外線特別敏感的新儀器 MOSFIRE（紅外線探測多目標攝譜儀，Multi-Object Spectrograph For Infra-Red Exploration）證明。
為了以明確證據量測如此遙遠的星系，天文學家以光譜學和紅移現象對該星系進行研究。當光源遠離觀測者時就會發生紅移現象，而天文學上的紅移被認為是因為宇宙膨脹而造成。而距離地球足夠遠的光源（至少數百萬光年）的紅移就會顯示出速度增加率和地球距離的關係。在天文學上紅移是可以被量測的，這是因為天文學家已經相當了解來自原子的發射線或吸收線，並且可在地球上的實驗室使用儀器進行标定。